# Абдельмаджид Шеталі
Абдельмаджид Шеталі (араб. عبد المجيد الشتالي, фр. Abdelmajid Chetali, нар. 4 липня 1939, Сус) — туніський футболіст, що грав на позиції півзахисника. По завершенні ігрової кар'єри — тренер.
Виступав, зокрема, за клуб «Етуаль дю Сахель», а також національну збірну Тунісу.

## Клубна кар'єра
У дорослому футболі дебютував 1957 року виступами за команду «Етуаль дю Сахель», кольори якої й захищав протягом усієї своєї кар'єри гравця, що тривала дванадцять років. З командою тричі вигравав національний чемпіонат і ще двічі ставав володарем Кубка Тунісу.

## Виступи за збірну
1959 року дебютував в офіційних матчах у складі національної збірної Тунісу.
Він брав участь у літніх Олімпійських іграх 1960 року, але його команда програла всі свої ігри й не забивала голів. У 1961 році він брав участь у кваліфікації Кубка африканських націй 1962 року і допоміг Тунісу кваліфікуватись на турнір, забивши гол на 65-й хвилині гол у грі проти Нігерії, але він пропустив фінальну стадію змагань в Ефіопії, оскільки захворів на малярію, з усім тим здобув з командою бронзові нагороди турніру.

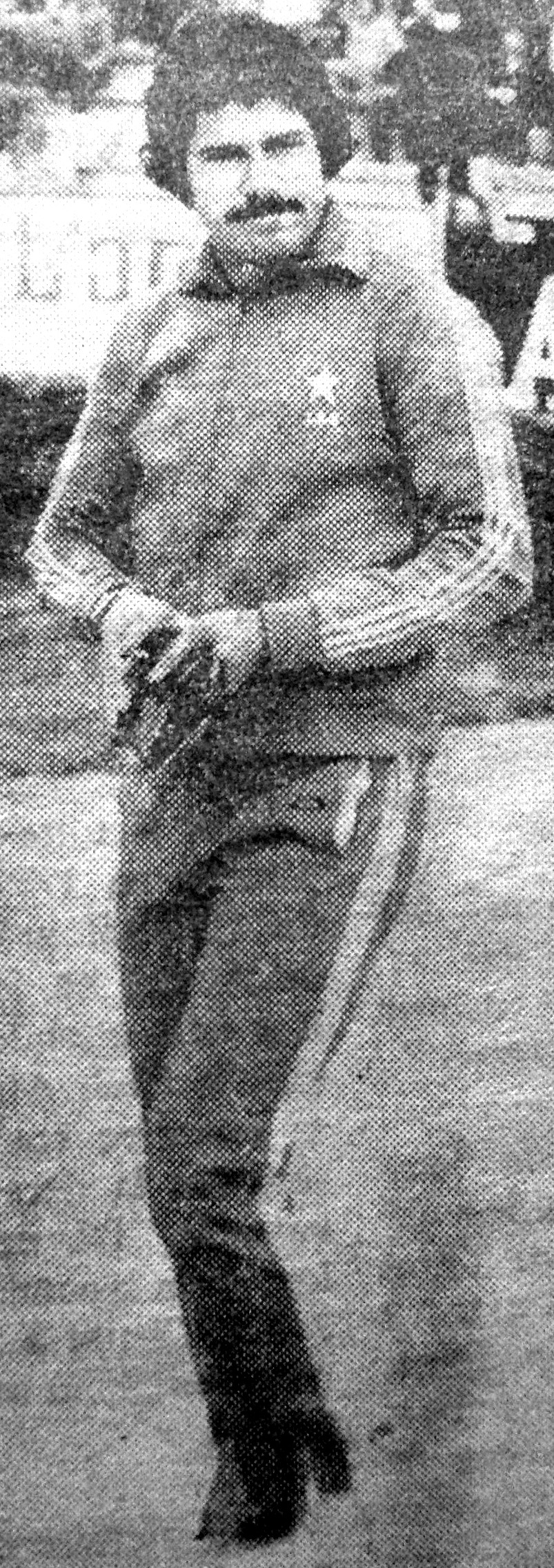
Абдельмаджид Шеталі у 1973 році.

Натомість на наступних Кубках африканських націй 1963 та 1965 років він був основним гравцем збірної. При цьому на другому з них, який відбувся на батьківщині в Тунісі, Шеталі був капітаном. Його команда вийшла у фінал, де зіграла проти Гани 21 листопада. Абдельмаджид забив гол, що дозволило Тунісу завершити основний час матчу внічию 2:2, але Гана нарешті виграла змагання, забивши переможний гол під час додаткового часу.
Загалом протягом кар'єри у національній команді, яка тривала 7 років, провів у її формі 70 матчів, забивши 4 голи.

## Кар'єра тренера
Розпочав тренерську кар'єру невдовзі по завершенні кар'єри гравця, 1970 року, очоливши тренерський штаб клубу «Етуаль дю Сахель», вигравши чемпіонат Тунісу та Кубок чемпіонів Магрибу в 1972 році та два Кубки Тунісу в 1974 і 1975 роках.
У січні 1975 року став головним тренером команди Туніс, тренував збірну Тунісу чотири роки. На Кубку африканських націй 1978 року він вивів команду до півфіналу, після чого збірна Тунісу вперше пройшла кваліфікацію до чемпіонату світу 1978 року в Аргентині. На самому турнірі у віці  38 років і 333 дні Абдельмаджид Шеталі був наймолодшим тренером того розіграшу, а тунісці стали першою африканською командою, яка виграла матч чемпіонату світу (3:1 проти Мексики). Після цієї перемоги підопічні Шеталі програли свій другий матч проти Польщі з рахунком 0:1, а потім створили ще одну сенсацію, зігравши внічию з діючим чемпіоном світу збірною ФРН. Цього не вистачило Тунісу, аби вийти в наступний етап, але хороші результати змусили ФІФА збільшити кількість місць від Африки на «мундіалі» з одного до двох з наступного розіграшу.
Надалі працював за кордоном, тренуючи еміратський «Аль-Айн», саудівську «Аль-Вахду» (Мекка) та збірну Бахрейну.
У 2004 році він повернувся в «Етуаль дю Сахель» і того ж року вивів команду до фіналу Ліги чемпіонів КАФ, де тунісці програли лише в серії пенальті нігерійській «Еньїмбі».
У березні 2007 року він був призначений технічним радником Федерації футболу Саудівської Аравії.

## Титули й досягнення

### Як гравця
- Чемпіон Тунісу (3):

«Етуаль дю Сахель»: 1957/58, 1962/63, 1965/66
- Володар Кубка Тунісу (2):

«Етуаль дю Сахель»: 1958/59, 1962/63
- Переможець Кубка арабських націй

Туніс: 1963
- Срібний призер Кубка африканських націй: 1965
- Бронзовий призер Кубка африканських націй: 1962

### Як тренера
- Чемпіон Тунісу (3):

«Етуаль дю Сахель»: 1971/72
- Володар Кубка Тунісу (2):

«Етуаль дю Сахель»: 1973/74, 1974/75